# Placeta de Manuel Ribé

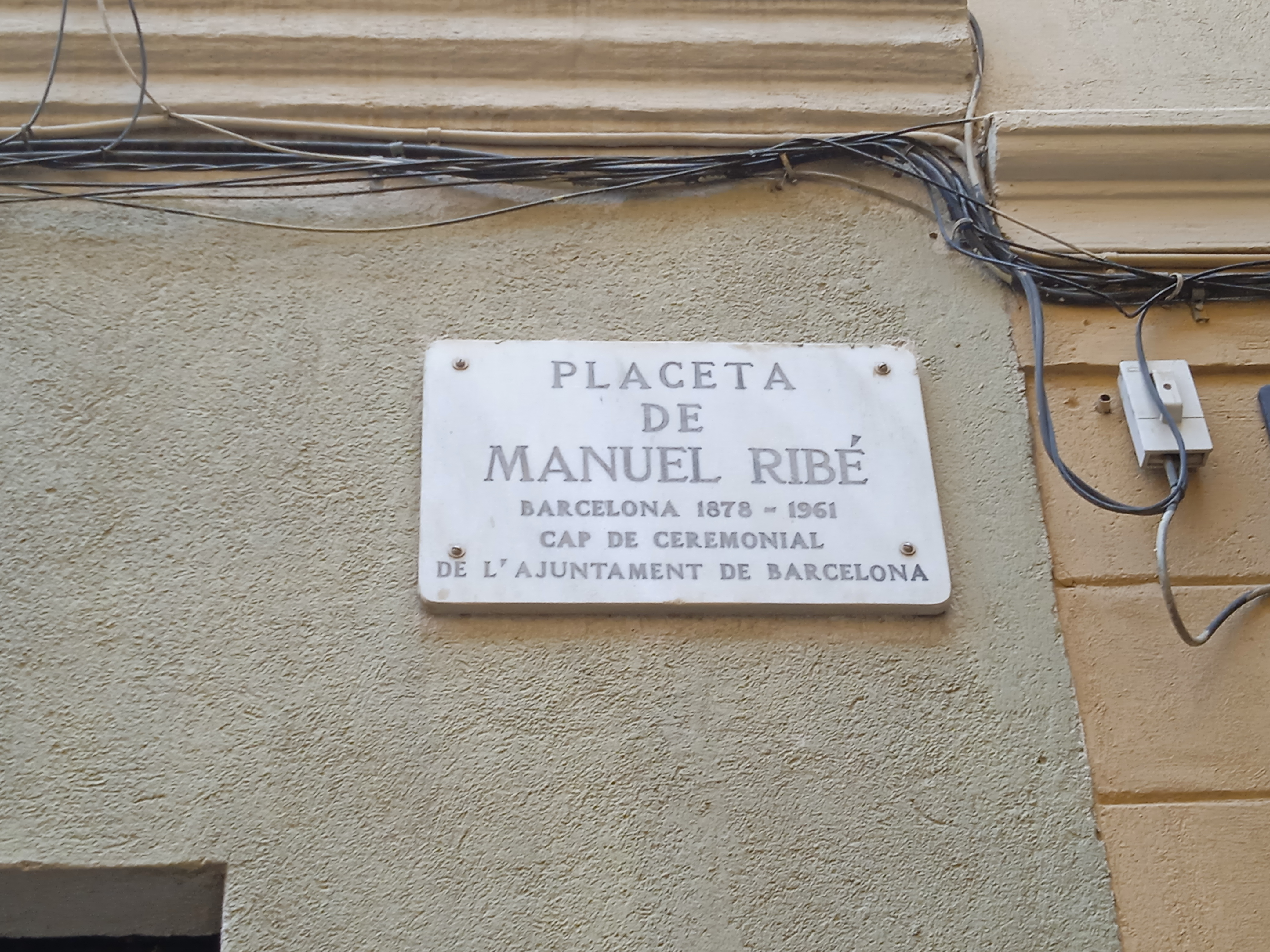
Placita de Manuel Ribé

La Placeta de Manuel Ribé al barri gòtic de Barcelona pren el seu nom de Manuel Ribé i Labarta (Barcelona, 1878-1961), el qual fou cap de cerimonial de l'Ajuntament de Barcelona i de la Guàrdia Urbana.

## Història
Fou creada a conseqüència de la destrucció que varen provocar les bombes dels avions italians durant la darrera Guerra Civil Espanyola.

## Centre d'Interpretació del Call
És un edifici construït en el segle xvi, amb restes anteriors dels segles xiii i xiv. S'hi pot entrar i aprendre del material que hi ha exposat, de la projecció sobre el que va ésser el Call i de les explicacions que ens poden donar al taulell d'informació.